# AGM-65 Maverick

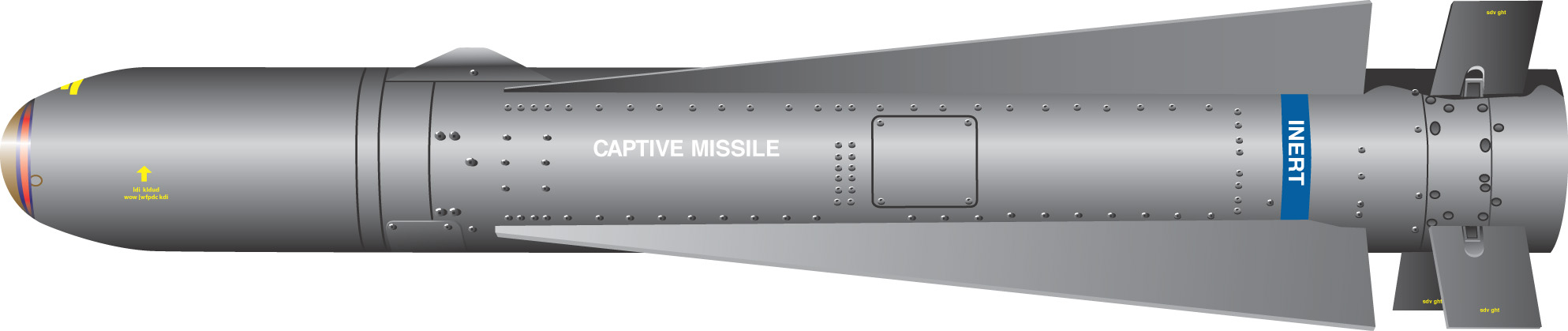
Schemat pocisku

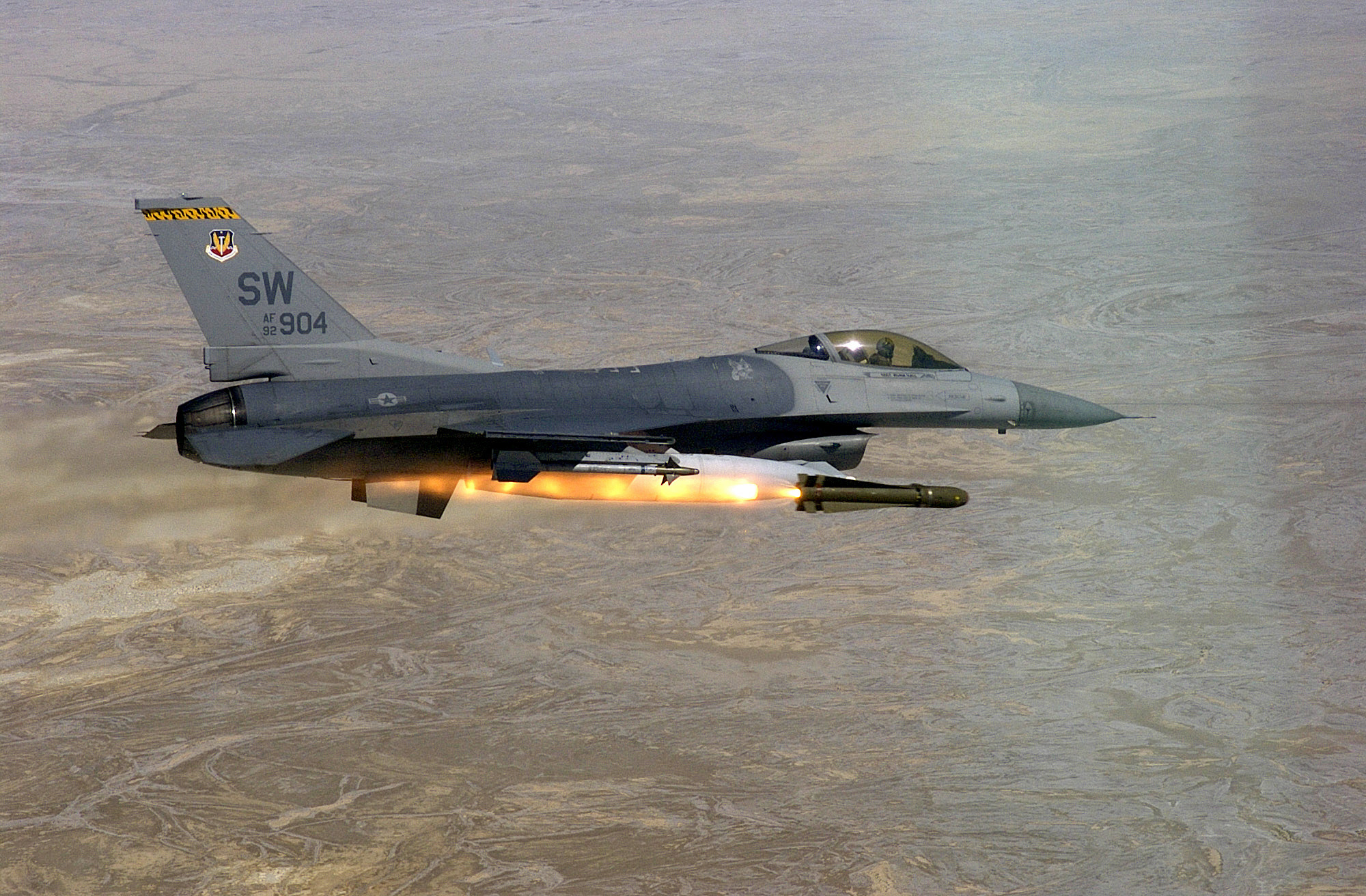
Wystrzał pocisku AGM-65 Maverick z samolotu F-16 Fighting Falcon

AGM-65 Maverick – taktyczny, naprowadzany lub samonaprowadzający się pocisk rakietowy klasy powietrze-ziemia lub powietrze-woda konstrukcji amerykańskiej. Zaliczany do broni precyzyjnego rażenia, przeznaczony jest do rażenia szerokiej gamy celów poczynając od broni ciężkiej, pojazdów, budynków, umocnień do okrętów nawodnych. Pocisk opracowano w kilku wersjach różniących się sposobem naprowadzania na cel oraz wielkością i rodzajem głowicy bojowej.

## Historia
Rozwój pocisku Maverick rozpoczęto w 1965 roku w celu zastąpienia poprzednio używanych AGM-12 Bullpup, które charakteryzowały się dość niskimi osiągami. Firmy Rockwell i Hughes opracowały projekty pocisków rakietowych zgodnie z wymaganiami oznaczonymi jako ZAGM-65A Maverick. W 1968 rozstrzygnięto konkurs, którego zwycięzcą okazał się Hughes. Pierwszy prototyp pocisku oznaczonego jako XAGM-65A, jeszcze bez elektroniki systemów naprowadzających został wystrzelony we wrześniu 1969 roku, a wersję z naprowadzaniem odpalono w grudniu tego samego roku uzyskując bezpośrednie trafienie w cel. W sierpniu 1972 dostarczono pierwszą partię seryjną pocisków AGM-65A dla Sił Powietrznych Stanów Zjednoczonych (USAF).

## Wersje pocisków Maverick

### AGM-65A
Pierwsza wersja produkcyjna pocisku naprowadzany telewizyjnie. Napęd pocisku stanowił silnik rakietowy na paliwo stałe Thiokol TX-481. Głowica burząco-kumulacyjna o masie 57 kg była wyposażona w zapalnik uderzeniowy.
Naprowadzanie pocisku odbywa się poprzez zaznaczenie przez pilota samolotu nosiciela celu przekazywanego z kamery systemu naprowadzającego pocisku (WDU-20/B), a następnie wystrzelenie go. Podczas lotu Mavericka, systemy naprowadzające pocisku bezustannie porównują obraz celu z zapisanym w pamięci obrazem. Dokładność trafienia oceniono na 1,5 metra. Ograniczona rozdzielczość obrazu przekazywanego przez kamerę sprawiała, że maksymalna odległość odpalenia wynosiła zaledwie 3-4 km chociaż silnik umożliwiał osiągnięcie donośności ponad 20 km.

### AGM-65B
Ze względu na bardzo małe rozmiary obrazu przekazywanego z kamery pocisku do kabiny pilota, oraz związaną z tym konieczność zbytniego zbliżenia się do celu, w 1975 roku opracowano ulepszoną wersję systemu naprowadzającego z zestawem soczewek dwukrotnie zwiększających rozdzielczość obrazu. Dzięki temu zasięg pocisku wzrósł do 8-12 km. Nowy pocisk oznaczono jako AGM-65B Maverick nazywany czasem jako Scene Magnification Maverick. W 1978 roku po wyprodukowaniu ponad 35 tysięcy pocisków zakończono wytwarzanie wersji AGM-65A i AGM-65B.

### AGM-65C
Pocisk z półaktywnym naprowadzaniem laserowym opracowany dla Korpusu Piechoty Morskiej Stanów Zjednoczonych (USMC). AGM-65C posiadał większą, 113 kilogramową burzącą głowicę MK 19. Prace rozwojowe nad tą wersją pocisku rozpoczęły się w 1978 roku, ale ze względu na zbyt duże koszty projektu zostały wkrótce przerwane. Piechota morska przyjęła później do uzbrojenia naprowadzaną laserowo wersję pocisku AGM-65E.

### AGM-65D
Pocisk w wersji AGM-65D IIR Maverick był następcą naprowadzanego telewizyjnie AGM-65A z systemem WGU-10/B przekazującym do kabiny pilota samolotu obraz zarejestrowany w podczerwieni (IIR od ang. Imaging InfraRed – zobrazowanie w podczerwieni). Ten sam system naprowadzający wykorzystywano w bombach szybujących GBU-15 i pocisku AGM-84E SLAM. Dzięki temu systemowi zasięg, z jakiego można było skutecznie namierzyć cel powiększył się dwukrotnie w porównaniu z wersją AGM-65A; możliwe było również używanie pocisków AGM-65D w nocy i w złych warunkach pogodowych. Prace rozwojowe nad pociskiem rozpoczęto w 1977 roku, a pierwsza partia pocisków trafiła do odbiorcy, Sił Powietrznych Stanów Zjednoczonych (USAF) w październiku 1983. Maverick w tej wersji został wyposażony w nowy silnik rakietowy Thiokol TX-633 (lub alternatywny AeroJet SR115-AJ-1) o zmniejszonej emisji dymu.
Później zmodernizowano wersję pocisku do AGM-65D-2 wyposażając go w szybszą głowicę naprowadzającą umożliwiającą skuteczne zwalczanie celów ruchomych.

### AGM-65E
Po zaprzestaniu prac rozwojowych nad pociskiem AGM-65C, rozpoczęto projektowanie nowej wersji pocisku naprowadzanego laserem nazwanego AGM-65E Laser Maverick. Nowy pocisk wyposażono w laserowy system naprowadzający WGU-9/B tańszy niż przewidziany dla wersji AGM-65C i cięższą głowicę odłamkowo-burzącą o masie 136 kg z zapalnikiem uderzeniowym o opóźnionym działaniu. Jednostkę napędową stanowił silnik rakietowy o zredukowanej emisji dymu. Naprowadzanie pocisku odbywało się poprzez oświetlenie celu desygnatorem laserowym zamontowanym na samolocie lub przenoszonym przez żołnierza. AGM-65E został wprowadzony do uzbrojenia w 1985. Jako uzupełnienie pocisku wyprodukowano jego wersję ćwiczebną CATM-65E. Powstała również lekko zmodernizowana wersja dla USAF oznaczona AGM-65E2, albo AGM-65L (lecz to oznaczenie mogłoby zostać pomylone z oznaczeniem wersji Longhorn). Pierwsze bojowe odpalenie wersji E2 miało miejsce w październiku 2011 roku.

### AGM-65F
Wersja pocisku AGM-65D IIR Maverick opracowana dla Marynarki Wojennej Stanów Zjednoczonych. Pocisk jest wyposażony w systemy naprowadzające identyczne jak w wersji AGM-65D, oraz silnik rakietowy taki jak w AGM-65E. Ponadto dodano system zabezpieczający, podnoszący bezpieczeństwo użytkowania pocisku na pokładzie okrętu. Oprogramowanie systemu naprowadzającego zostało nieznacznie zmodyfikowane, aby zoptymalizować je do działań przeciwko celom nawodnym. Wersja ćwiczebna pocisku to CATM-65F.

### AGM-65G
Ulepszona wersja pocisku IIR Maverick dla USAF bazująca na wersji AGM-65D, ale z większą głowicą taką jak w AGM-65E/F, do działań przeciwko umocnionym celom. AGM-65G został wyposażony w nowy cyfrowy układ autopilota i wydajniejszy system naprowadzający. Nowy autopilot umożliwia wybranie niższej trajektorii lotu pocisku w celu zapobieżenia przesłonięcia celu przez chmury. Pocisk w tej wersji wszedł na uzbrojenie w 1989 roku. Późniejsza wersja rozwojowa AGM-65G-2 posiada zmodyfikowane oprogramowanie, tak jak AGM-65F oraz tak jak wersja AGM-65D-2 szybszy system naprowadzający do ataku celów ruchomych.

### AGM-65H
Ze względu na duże szumy i trudności z odczytem obrazu z pocisków AGM-65D, pojawiające się w warunkach pustynnych, które pierwszy raz zaobserwowano podczas operacji Pustynna Burza postanowiono wymienić telewizyjne systemy naprowadzające na nowocześniejsze z matrycą CCD. Opracowany przez Raytheon nowy system naprowadzający charakteryzuje się lepszą rozdzielczością obrazu, zdolnością namierzania celu z większej odległości i większą czułością sensora podczas działań przy słabym oświetleniu. Matryca CCD ma też wady, które uniemożliwiają jej użycie w nocy.
Oznaczenie AGM-65H przypisano pociskom poprzednich wersji AGM-65B/D wyposażonym w nowy system naprowadzający oparty na CCD. Początkowo planowano zmodernizować wszystkie pociski starszych typów do standardu AGM-65H, ale obecnie zrezygnowano z tych planów na rzecz wprowadzenia nowej wersji pocisku AGM-65K.

### AGM-65J
Oznaczenie należących do US Navy pocisków AGM-65F ze zmodernizowanym systemem naprowadzającym z matrycą CCD. Nie jest dokładnie znana liczba przebudowanych do tego standardu pocisków.

### AGM-65K
Zmodernizowana wersja pocisku AGM-65G z systemem naprowadzającym z matrycą CCD. Łącznie przebudowano do tego standardu około 2500 pocisków.

### AGM-65L
W połowie lat 90. firma Raytheon zaproponowała nową wersję rozwojową pocisku Maverick nazwaną Longhorn, lub AGM-65L. Pocisk wyposażony był w data-link, system transmisji danych umożliwiający wybranie celu dla pocisku już po jego wystrzeleniu, oraz dwustopniową jednostkę napędową ze startowym silnikiem rakietowym i marszowym odrzutowym, która umożliwiała wydłużenie zasięgu pocisku do 75 km. Dodatkowo przewidywano zainstalowanie systemu nawigacyjnego GPS/INS i pracującego na falach milimetrowych radaru lub systemu naprowadzania w podczerwieni IIR. Pocisk w wersji AGM-65L nie został wyprodukowany ze względu na brak zainteresowania sił zbrojnych.
Do zakończenia produkcji w 1999 roku wyprodukowano ponad 75 tysięcy pocisków Maverick różnych typów dla amerykańskich sił zbrojnych i kontrahentów zagranicznych.

## Platformy przenoszenia
Pocisk AGM-65 Maverick może być przenoszony przez szeroką gamę samolotów. Obecnie głównymi nosicielami pocisku są amerykańskie samoloty F-16 Fighting Falcon i A-10 Thunderbolt II. Ponadto istnieje możliwość wyposażenia w pociski Maverick także innych maszyn, takich jak A-4 Skyhawk, A-6 Intruder, A-7 Corsair II, AV-8B Harrier II, F-4 Phantom II, F-5E/F Tiger II, F-15E Strike Eagle, F/A-18 Hornet, F-111 Aardvark, P-3 Orion, oraz śmigłowce AH-1 Cobra i SH-2G Seasprite. Poza Stanami Zjednoczonymi pociski Maverick zintegrowano na brytyjskich Harrier GR7, koreańskich T-50 Golden Eagle, niemieckich Panavia Tornado, szwedzkich JAS 39 Gripen, europejskich Eurofighter czy jugosłowiańskich J-22 Orao.